# Germagno
Germagno es una localidad y comune italiana de la provincia de Verbano-Cusio-Ossola, región de Piamonte, con 208 habitantes. Está ubicada en el norte del país en una zona montañosa al pie de los Alpes.

## Evolución demográfica
| Gráfica de evolución demográfica de Germagno entre 1861 y 2001 |
|                                                                |
| Fuente ISTAT - elaboración gráfica de Wikipedia                |